# Amelia (film)
Amelia este un film biografic din 2009 regizat de Mira Nair având ca subiect viața Ameliei Earhart (Hilary Swank). Cea mai mare parte a filmului conține flashback-uri care se termină odată cu dispariția misterioasă a Ameliei.

## Distribuție
- Hilary Swank - Amelia Earhart
- Richard Gere - George P. Putnam
- Ewan McGregor - Gene Vidal
- Christopher Eccleston - Fred Noonan
- Joe Anderson - Bill Stutz
- William Cuddy - Gore Vidal
- Mia Wasikowska - Elinor Smith
- Cherry Jones - Eleanor Roosevelt
- Divine Brown - "Torch singer".[2]
- Ron Smerczak - Intervievator
- Virginia Madsen a fost distribuită ca Dorothy Binney, prima soție a lui Putnam, dar scenele au fost șterse.